# Ferrocarril Montevecchio Sciria-San Gavino Monreale
El ferrocarril Montevecchio Sciria-San Gavino Monreale era un ferrocarril minero de vía estrecha, en Cerdeña, que unía el complejo minero de Guspini con San Gavino Monreale y el ferrocarril de la Dorsal Sarda.

## Historia
En 1871 se había construido el tramo de línea de la Compañía Real de los Ferrocarriles Sardos de San Gavino a Villasor, ya conectada con Cagliari, por lo que surgió la oportunidad para la construcción de un enlace ferroviario entre las minas y la capital para la distribución de la blenda, que luego era enviada por barco a Puerto Marghera. En 1873 la Sociedad de las Minas de Montevecchio empezó la construcción de esta línea privada de vía estrecha (de 1,05 m de ancho), finalizada en 1878 y puesta en servicio el 15 de noviembre del mismo año. Su longitud era de 18,2 km y su coste global fue de, aproximadamente, un millón y medio de liras.
La línea fue incautada el 1 de diciembre de 1932, en una acción de los sindicatos fascistas, a causa de la falta de pago de las retribuciones a los obreros mineros; posteriormente la sociedad minera fue adquirida por la Montecatini-Monteponi.
La línea fue clausurada el 30 de marzo de 1958 por la falta de rentabilidad en su gestión. Los materiales fueron reutilizados en las instalaciones mineras.